# Тилси
Ти́лси (эст. Tilsi)  — деревня в волости Пылва уезда Пылвамаа, Эстония. 
До административной реформы местных самоуправлений Эстонии 2017 года входила в состав волости Лахеда (упразднена).

## География и описание
Расположена в 10 км к юго-западу от волостного центра и уездного центра — города Пылва. Высота над уровнем моря — 95 метров.

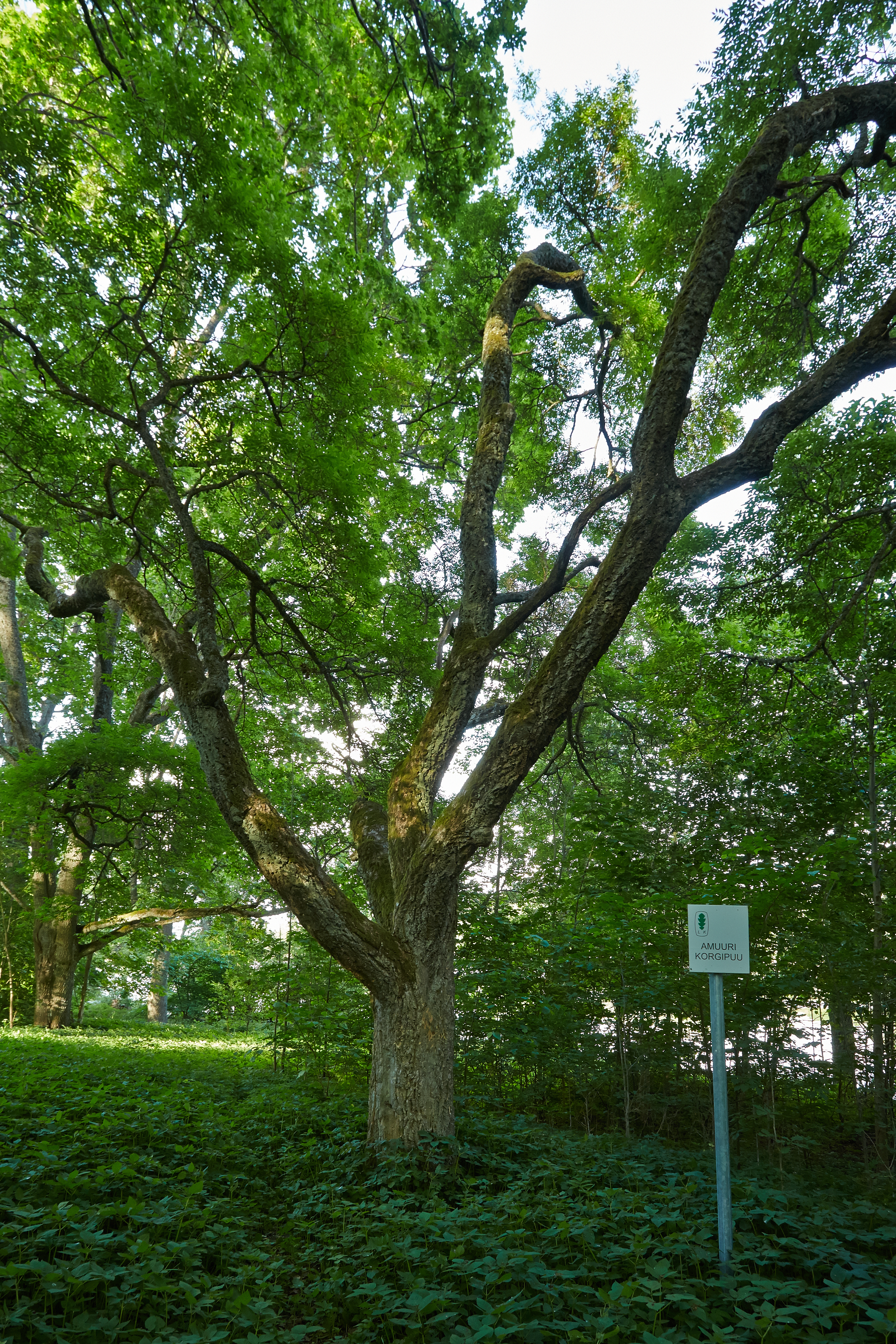
Амурское пробковое дерево в Тилси, 2014 год

На территории деревни находятся два озера: Пиккъярв (эст. Tilsi Pikkjärv) и Кырбъярв (эст. Kõrbjärv). В окрестностях деревни протекает ручей Тилси. 
Расположенный в деревне мызный парк является природоохранным объектом и памятником культуры. В парке растёт редкое амурское пробковое дерево, охраняется государством.
Климат умеренный. Официальный язык — эстонский. Почтовый индекс — 63012.

## Население
По данным переписи населения 2021 года, в Тилси насчитывался 391 житель, из них 380 (97,4 %) — эстонцы. Из 391 человека мужчин — 193, женщин — 198; детей в возрасте до 17 лет включительно — 94, лиц работоспособного возраста (18—64)— 226, лиц пенсионного возраста (65 лет и старше) — 71 чел.
По данным переписи населения 2011 года, в деревне проживали 394 человека, из них 381 (96,7 %) — эстонцы.
Численность населения деревни Тилси по данным переписей населения:
| Год  | 1959 | 1970  | 1979  | 1989  | 2000  | 2011  | 2021  |
| ---- | ---- | ----- | ----- | ----- | ----- | ----- | ----- |
| Чел. | 248  | ↘ 238 | ↗ 334 | ↗ 456 | ↘ 443 | ↘ 394 | ↘ 391 |

## История
Впервые упомянута в 1638 году как хутор деревни Пиккъярве (Pikkjärve, Picker). В письменных источниках 1638 года упоминается Tilss Michell, 1738 года — Tilsi, 1757 года — Tilsi Wald, Tilsi Moisa. 

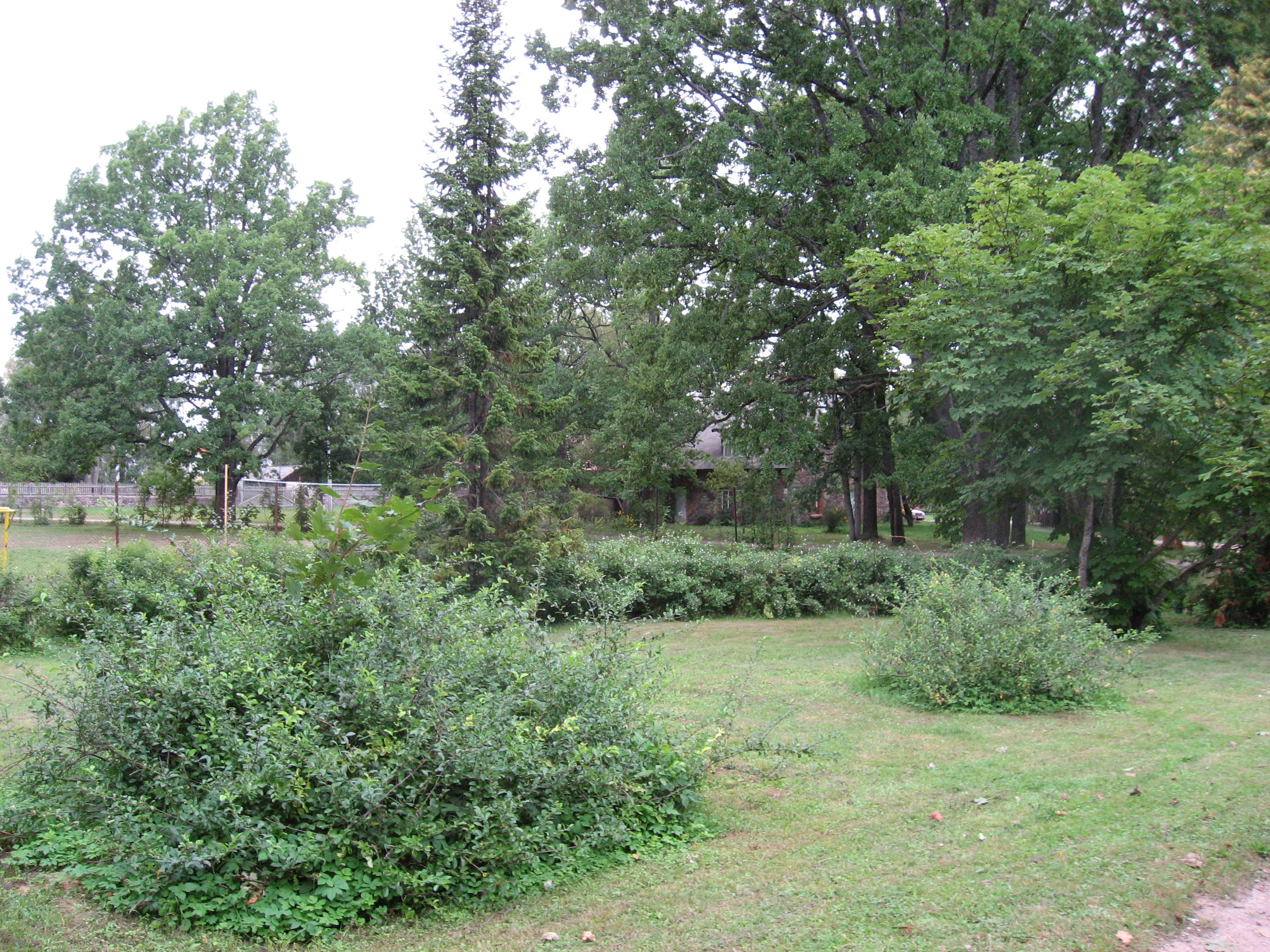
Парк мызы Тилси

Деревня Пиккъярве с первой половины XVII века стала принадлежать мызе Альт-Ваймель (нем. Waimel, Alt-Waimel, Вяймела, эст. Väimela mõos). При разделе этой мызы в 1749 году возникла новая мыза, получившая название Тильзит, нем. Tilsit, Тилси, эст. Tilsi mõis). В 1867 году в Тилси начала работать деревенская школа.  В 1920-х годах, в результате земельной реформы, на землях мызы Тильзит возникло поселение Тилси (эст. Tilsi asund), в 1977 году получившее официальный статус деревни (эст. Tilsi küla). 
В 1977 году, в период кампании по укрупнению деревень, с Тилси были объединены деревни Коолитары (эст. Koolitarõ, Koolitare) и Вийуперя (эст. Viuperä, Viupera).

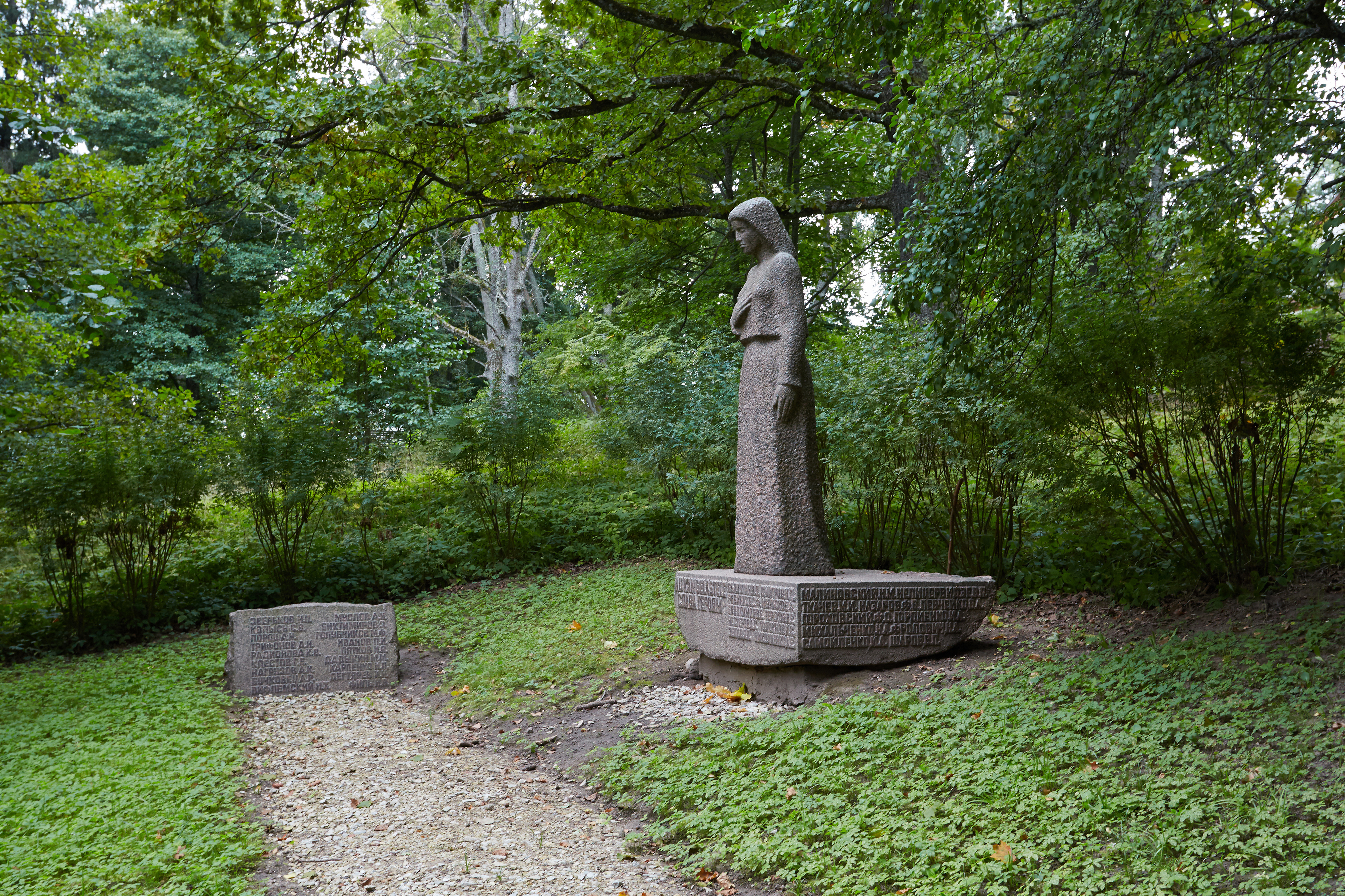
Скульптура «Скорбящая мать» на братской могиле советских воинов в Тилси

В советское время Тилси относилась к колхозу «Койт» (с эст. Рассвет). В деревне работали детский дом, 9-классная школа и амбулатория.
На расположенной на территории деревни братской могиле советских воинов, павших во Второй мировой войне (исторический памятник с 1997 до 2023 года), был установлен бетонный памятник, заменённый в 1980 году на новый, получивший название «Скорбящая мать» (автор скульптуры — Эндель Танилоо). На камне у подножия скульптуры выбита надпись «Слава героям» и 21 имя, на камне рядом с ней — 18 имён. В протоколе от 30 ноября 2022 года рабочая группа по советским памятникам при Госканцелярии Эстонии признала этот памятник «нейтральным монументом», т. е. не подлежащим демонтажу (см. Список советских военных памятников Эстонии).

## Инфраструктура
В настоящее время в Тилси работают детский сад «Муумиору» («Muumioru», с эст. «Долина муми-троллей»), 34 воспитанника в 2023 году), основная школа (74 ученика в 2023/2024 учебном году), Семейный дом (бывший детдом), Лахедаский социальный центр (центр помощи престарелым), библиотека (отделение Пылваской центральной библиотеки), раз в неделю ведёт приём пациентов семейный врач и два раза в неделю — медсестра.